# Estado Independiente de Albania
El Estado Independiente de Albania, cuyo nombre oficial era el Reino de Albania (en albanés: Mbretnija Shqiptare, en alemán: Königreich Albanien) fue un estado que existió entre 1943 y 1944. Antes del Armisticio entre Italia y las fuerzas armadas aliadas del 8 de septiembre de 1943, Albania había estado de iure en una unión personal y de facto formaba parte del Reino de Italia y por ende del Imperio colonial italiano. Sin embargo, tras el armisticio y la salida de Italia de la guerra, las fuerzas armadas alemanas entraron en el país y lo pusieron bajo su influencia.
Los alemanes favorecieron al Balli Kombëtar en perjuicio de las facciones monárquicas leales al antiguo rey Zog I y posteriormente pondrían al Balli Kombëtar a cargo de Albania, bajo el control y la supervisión de Alemania. En aquel momento, Albania incluía la mayor parte de Kosovo, al igual que Macedonia occidental, la ciudad de Tutin en la Serbia central y una franja territoria de Montenegro oriental. Como parte de la ideología del Balli Kombëtar, la política oficial del estado fue tener a todas las poblaciones albanesas bajo un mismo estado.

## Historia
Mientras Alemania iba perdiendo la guerra y los comunistas iban reforzando cada vez más su posición, los partisanos comenzaron a realizar ataques a gran escala contra los alemanes y las milicias del Balli Kombëtar. Los oficiales de enlace británicos que estaban destinados en Albania comunicaron a Londres que los partisanos comunistas aumentaron sus ataques dirigidos a los nacionalistas albaneses más que a los alemanes.

## Fuerzas militares

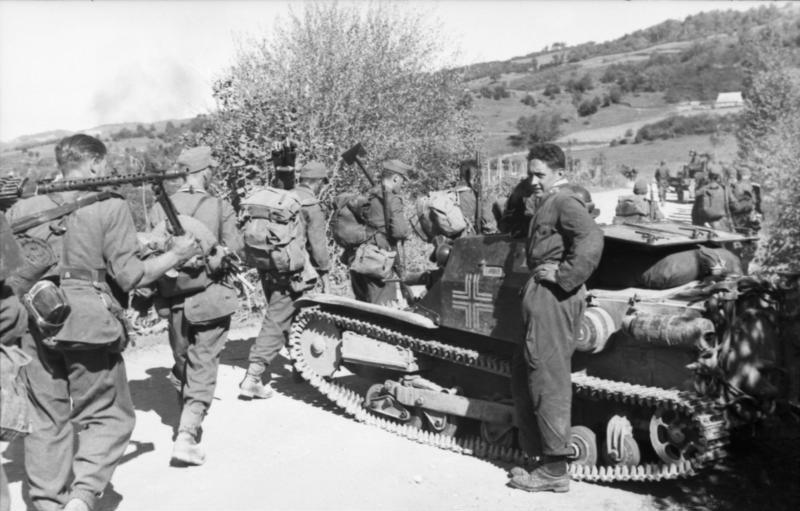
Soldados albaneses y alemanes junto a un tanque italiano

Los Ballistas y las fuerzas alemanas pasaron a combatir juntos a los comunistas después de que los nazis se hicieran con el control del país. Los Ballistas destruyeron a una agrupación de partisanos comunistas de gran tamaño al suroeste de Tirana. La fuerza partisana de alrededor de 2.000 efectivos fue aniquilada. Después de que otras unidades partisanas hubieran sufrido fuertes pérdidas, los comunistas albaneses realizaron una retirada táctica, estableciendo una guerra de guerrillas para poder combatir al Balli Kombëtar. Los Ballistas, con el apoyo de los alemanes, ocuparon la región de Chameria.
En Kosovo y Macedonia occidental, cuando formaba parte del Estado Independiente de Albania, las fuerzas alemanas y ballistas tuvieron escaramuzas ocasionales con los Partisanos Yugoslavos. Cuando la localidad de Maqellarë, situada a medio camino de Debar y Peshkopi, fue recapturada por la 5.ª Brigada Partisana, los alemanes lanzaron un contraataque desde Debar con el apoyo de las fuerzas ballistas de Xhem Hasa, logrando derrotar a los partisanos. Fiqri Dine, Xhem Hasa y Hysni Dema, al igual que otros tres oficiales alemanes, dirigieron las campañas contra los partisanos albaneses y yugoslavos.
Los partisanos albaneses y yugoslavos eran la principal amenaza para la Albania o pero no eran la única. En las regiones del Sandzak que formaban parte del Estado Independiente Albanés, las fuerzas Chetniks hostigaban a la población local. El Dzemail Konicanin y unidades ballistas bajo el mando de Shaban Polluzha lograron rechazar exitosamente a las fuerzas Chetniks y expulsarlos de vuelta a Novi Pazar, logrando destruir el grueso de sus fuerzas en Banja.

### Policía
Para mantener la ocupación militar del nuevo estado albanés controlado por los nazis, la Wehrmacht y las Waffen SS trataron de utilizar a voluntarios locales para formar unidades que mantuvieran la ley y el orden, y también que lucharan contra los partisanos yugoslavos y la actividad comunista de la resistencia albanesa en la región. Por su parte, los líderes nacionalistas albaneses esperaban poder formar un "Ejército, que fuera capaz de proteger las fronteras de Kosovo y liberar a las regiones circundantes". Las Waffen SS alemanas alistaron a suficientes voluntarios albaneses como para crear la 21.ª División de Montaña SS Skanderbeg en la primavera de 1944. Dirigida por oficiales alemanes, en mayo de 1944 algunas tropas de la división fueron estacionadas en el área de Gjakova para vigilar las minas.
Xhafer Deva era el ministro de Interior y además jefe de la policía de todo el país. Un gran número de serbios fueron asesinados a lo largo y ancho de Kosovo, o deportados a campos de concentración en Albania después de 1942. Los guerrilleros nacionalistas albaneses (Ballistas) de la zona vieron una oportunidad de vengarse del agravio al que creían haberse sentido sometidos por parte de sus vecinos serbios varias décadas antes. Los nacionalistas albaneses atacaron a las poblaciones serbias de la zona, incendiando alrededor de 30.000 casas y viviendas que pertenecían tanto a serbios como a montenegrinos.